# Carl Hubbs
Carl Hubbs (Williams, 19 ottobre 1894 – La Jolla, 30 giugno 1979) è stato un naturalista statunitense.
Scopritore della specie denominata balena dal becco di Hubbs.

## Opere
- Origin and affinities of the freshwater fauna of Western North America (letteralmente Origini ed affinità della fauna d'acqua dolce del Nordamerica occidentale)

Inoltre ha collaborato alla stesura di un trattato sui Plagopterini.